# Was ist Aufklärung? (Foucault)
Was ist Aufklärung? (frz.: Qu’est-ce que les Lumières?) ist der Titel zweier Texte des Philosophen Michel Foucault. Beide haben inhaltlich denselben Tenor und gehen auf eine Vorlesung am Collège de France vom 5. Januar 1983 zurück.
In dem Kommentar zu Immanuel Kants Werk Beantwortung der Frage: Was ist Aufklärung? setzt er sich mit der Aufklärung auseinander. Was ist Aufklärung? ist zudem ein wichtiger Beitrag in Foucaults Debatte mit Jürgen Habermas. Der längere der beiden Texte erschien zuerst 1984 als What is Enlightenment auf Englisch, der kürzere und inhaltlich schärfere im selben Jahr als Qu’est-ce que les Lumières? im Magazine littéraire.

## Publikationsgeschichte
Die Langversion wurde zuerst als What ist Enlightenment auf Englisch in The Foucault Reader veröffentlicht. Seine Erstveröffentlichung auf Französisch erfolgte 1993 im Magazine littéraire unter dem Titel Kant et la modernité und 1994 im vierten Band von Michel Foucault: Dits et Ecrits 1954–1988, Herausgegeben von Daniel Defert und François Ewald. Die deutsche Erstveröffentlichung von 1990 in dem Sammelband Ethos der Moderne. Foucaults Kritik der Aufklärung, herausgegeben von Eva Erdmann, Rainer Forst und Axel Honneth, geht auf den französischen Text zurück.
Die kurze Textvariante erschien 1984 auf Französisch im Magazine littéraire und in einer deutschen Übersetzung als Was ist Revolution? Was ist Aufklärung? in der tageszeitung vom 2. Juli 1984. Diese wiederum erschien auf Englisch erstmals 1988 in dem Sammelband Politics, Philosophy, Culture unter dem Titel The Art of Telling the Truth.

## Inhalt
Foucault beschäftigt sich in seinem Text mit der Rolle der Philosophie in der Moderne. In der kurzen, schärfer formulierten Version schreibt er:

„Die Philosophie als Problematisierung einer Aktualität und als Befragung dieser Aktualität durch den Philosophen, der an ihr teilhat und sich durch sie situationieren muss, dies alles dürfte die Philosophie als Diskurs der Moderne und über die Moderne charakterisieren.“

In der längeren Version billigt er der Aufklärung eine umfassendere Existenz als Gesamtheit von Ereignissen und Prozessen zu, hält sie für die philosophische Reflexion grundlegend, aber nur die reflexive Beziehung zur Gegenwart. Für ihn ist Aufklärung die Frage der Vernunft nach ihrer eigenen Geschichtlichkeit:

„Ich wollte einerseits die Wurzel eines Typs philosophischen Fragens in der Aufklärung unterstreichen, der gleichzeitig den Bezug zur Gegenwart, die historische Seinsweise und die Konstitution seiner selbst als autonomes Subjekt problematisiert. Andererseits wollte ich deutlich machen, daß nicht die Treue zu doktrinären Elementen der Faden ist, der uns mit der Aufklärung verbinden kann, sondern die ständige Reaktivierung einer Haltung – das heißt eines philosophischen Ethos, das als permanente Kritik unseres historischen Seins beschrieben werden könnte.“

Foucault kontrastiert zwei Arten kritischer Praxis, die er beide schon bei Kant vorfindet. Zum einen ist dort Kants bekannte Frage, welche Erkenntnis über Erkenntnis möglich ist und welche Grenzen die Erkenntnis hat. Daraus lässt sich aber die Kritik dessen ableiten, was universal, notwendig und obligatorisch ist, und was singulär, kontingent und ein Produkt der Umstände. Für Foucault ist Kritik nicht mehr die Suche nach universal gültigen formellen Strukturen, sondern eine historische Untersuchung in die Ereignisse, die uns selbst konstituieren, und die es ermöglichen, dass wir uns als Subjekte sehen.
Foucault stellt damit fest, dass die universellen Randbedingungen der Moderne existieren, die den Menschen dazu bewegen, sich selbst zu produzieren. Die Aufklärung selbst ist Teil dessen, was determiniert, wer wir sind, deshalb ist es unmöglich für oder gegen sie zu sein. Für Dinge, die außerhalb der Wahlmöglichkeiten stehen, ist es bedeutungslos, ob sie eine Legitimität besitzen. Auch wenn es kein Wissen gibt, das von diesen frei ist oder sie transzendieren könnte, so ist es doch möglich, es zu reinterpretieren und auf eine Art und Weise so zu leben, die am besten mit dem eigenen Verständnis des Selbsts harmoniert.